# Перлина Нілу (фільм)
«Перлина Нілу» (англ. «The Jewel Of The Nile») — американський пригодницький фільм 1985 року, продовження фільму «Роман з каменем».
Джек Колтон і Джоан Вайлдер після колишніх пригод стикаються з рутиною спільного життя. Несподівано Джоан отримує пропозицію від диктатора африканської країни, Омара, написати книгу про нього. А Джеку доручають повернути викрадену «перлину Нілу», від якої залежить влада Омара.

## Сюжет
Джек Колтон і Джоан Вайлдер подорожують на яхті, придбаній за смарагд, знайдений в подіях фільму «Роман з каменем». Джоан не знає як продовжити черговий роман і дедалі більше розчаровується від рутини, в яку перетворюються її стосунки з Джеком. Несподівано вона отримує запрошення на бенкет від африканського правителя Омара. Той пропонує письменниці створити книгу про нього, для чого вирушити з ним на береги Нілу. Ображений Джек вирушає до Греції, а Джоан — з Омаром, на якого дорогою скоюють невдалий замах. Джека вислідковує Ральф, який в Колумбії потрапив до в'язниці та прагне помститися йому. Обох знаходить чоловік Тарак, який вимагає від Джека вирушити слідом за Джоан і повернути викрадену Омаром «перлину Нілу» — «Джахару». Люди Омара підривають яхту, тож Джек із Ральфом погоджуються знайти «перлину» в надії розбагатіти.
На шляху до палацу на Омара стається ще один замах. Правитель усіляко показує, що народ любить його і він — мирний лідер, та скоро Джоан розуміє, що той щось приховує. Вона виявляє плани його нападу на сусідів і підготовку містифікації начебто Омар не горить у вогні, щоб вразити народ. Джоан виявляє в'язня, що називає себе «перлиною Нілу». Він виявляється справжнім лідером народу. Джек із Ральфом зустрічають кочівників і ті відправляють їх до міста. Їх не пускає охорона, а тим часом Джоан і в'язень тікають з палацу та зустрічають їх. Джек, Джоан і Джахара викрадають літак, яким із землі розстрілюють техніку Омара. Їм вдається сховатися від переслідувачів у піщаній бурі. Ральфа ж схоплюють кочівники, звинувачуючи його у викраденні «перлини». Той клянеться, що хоче допомогти. Йому влаштовують випробування, яке Ральф на власний подив проходить.
Омар наздоганяє втікачів серед скель, але випадково постріл спричиняє обвал. Джек, Джоан і Джахара опиняються в племені нубійців. Син вождя хоче взяти Джоан за дружину, тож Джеку доводиться вийти з ним на двобій. Колтон спершу програє, але зрештою здобуває перемогу. Вождь влаштовує святкування і проводжає гостей далі. Джоан пояснює Джеку, що Джахара — це і є «перлина». Втрьох вони застрибують на потяг до столиці, Кадиру, та ховаються серед пасажирів.
Омар схоплює втікачів і лишає їх у пастці: коли мотузки, на яких їх підвішено розірвуться, Джек і Джоан впадуть у колодязь. В Кадирі починається інавгурація Омара. Ральф вирушає на пошуки «перлини» і натрапляє на в'язницю. Випадково він звільняє Джека з Джоан, які визволяють Джахару. Вони зривають церемонію і перед народом постає Джахара.
Невдовзі Джек і Джоан одружуються. «Перлина Нілу» воз'єднується зі своїм народом. Ральф же отримує від кочівників дорогоцінний кинджал.

## У ролях
- Кетлін Тернер — Джоан Вайлдер / Joan Wilder
- Майкл Дуглас — Джек Колтон / Jack Colton
- Денні ДеВіто — Ральф / Ralph
- Спірос Фокас / Spiros Focás — Омар / Omar
- Avner Eisenberg — Перлина Нілу / Jewel
- Paul David Magid — Тарак / Tarak
- Howard Jay Patterson — Барак / Barak
- Randall Edwin Nelson — Карак / Karak
- Samuel Ross Williams — Ара / Arak
- Timothy Daniel Furst — Сарак / Sarak
- Hamid Fillali — Рашид / Rachid
- Голланд Тейлор — Глорія / Gloria
- Guy Cuevas — Ле Вассер / Le Vasseur
- Peter DePalma — / Missionary (as Peter De Palma)
- Mark Daly Richards — Пірат / Pirate
- Sadeke Colobanane — Вождь нубійців / Nubian Chief
- Hyacinthe N'Iaye — / Nubian Wrestler
- Daniel Peacock — / Rock Promoter
- Benyahim Ahed — Офіцер Омара / Omar Officer
- Alaoui Hassen — / Station Master
- Makoula Ahmed — Продавець квитків / Ticket Seller
- Akasby Mohamed — / Old Man in Suq
- Zaouia Abdelmajid — Пілот F-16 / F-16 Pilot
- Ted Buffington — / Fire Walker
- Flora Alberti — / Society Matron
- Patricia Davidson — / Society Matron (as Patricia Poullair)
- Ziraoui Mustapha — Охоронець Омара / Omar's Elite Guard
- Baji Abdelmajid — Охоронець Омара / Omar's Elite Guard
- Kachela Mohammed — Охоронець Омара / Omar's Elite Guard
- Mohamed Attifi — Охоронець Омара / Omar's Elite Guard (as Attif Mohammed)
- Hilal Abdellatif — Охоронець Омара / Omar's Elite Guard
- Ben Abadi Mohammed Fillali — Охоронець Омара / Omar's Elite Guard

## Українське двоголосе закадрове озвучення

### Студія«1+1»(1997)
Ролі озвучували: Остап Ступка та Лариса Руснак

### Телекомпанія«Новий канал»(2008)
Ролі озвучували: Михайло Жонін та Наталя Ярошенко